# سينيم كويوجوغلو
سينيم كويوجوغلو (بالتركية: Senem Kuyucuoğlu)‏ هي مذيعة وعارضة أزياء وملكة جمال تركية ولدت في يوم 22 أيلول 1990 في مدينة إزمير في تركيا، فازت بمسابقة ملكة جمال تركيا لسنة 2009 ومثلت تركيا في مسابقة ملكة جمال الكون لسنة 2009، في سن 14 بدأت شهرتها في عرض الأزياء وحازت على جائزة أفضل عارضة أزياء في تركيا في سنة 2007، تعمل حالياً كمقدمة برامج تلفزيونية على قناة فاشن 1 التركية.